# Хайыракан (Дзун-Хемчикский кожуун)
Хайыракан (тув. Хайыракан) — село в Дзун-Хемчикского кожууне Республики Тыва. Административный центр и единственный населённый пункт Хайыраканского сумона.

## География
Село находится у р. Чадан.
Улицы
ул. Александра Данзы-Белек, ул. Байлак Вера, ул. Доргун, ул. Сат Чудуймаа, ул. Сат Чурмет-Дажы, ул. Чавыдак Кара-оол
Село примыкает к северной окраине райцентра — города Чадан.
К селу примыкают местечки (населённые пункты без статуса поселения) м. Ак-Кожагар, м. Бозур-Даг, м. Бора-Хол, м. Кулузун, м. Куу-Даг, м. Талдыг-Чарык, м. Хайыракан-БаарыУлица,

## Население
| 2002  | 2010  | 2011  | 2012  | 2013  | 2014  | 2015  |
| ----- | ----- | ----- | ----- | ----- | ----- | ----- |
| 1306  | ↗1337 | ↘1330 | ↘1317 | ↘1291 | ↗1307 | ↗1338 |
| 2016  | 2017  | 2018  | 2019  | 2020  | 2021  |       |
| ↘1325 | ↗1383 | ↘1381 | ↗1393 | ↗1401 | ↗1532 |       |

## Известные жители
Родина одного из первых руководителей тувинского государства — Сата Чурмит-Тажы Саны-Шири-оглу (1894—1938).
В селении родились: Чечен-оол Алексеевич Монгуш (1972—2013) — российский борец вольного стиля, чемпион и призёр чемпионатов России, Фаина Михайловна Бартан (1939—2019) — автор «Букваря» для тувинской школы, Манчык-Сат Чодураа Сергеевна — кандидат экономических наук.

## Инфраструктура
образование
ШКОЛА ХАЙЫРАКАНСКАЯ — среднее (полное) общее образование
Д/С «ХУНЧУГЕШ»
культура
МБУ СДК С. Хайыракан
администрация
МУЧ ХП СУМОН ХАЙЫРАКАНСКИЙ
сельское хозяйство
СХК «БОРА-ХОЛ» — разведение овец и коз
МУУП МОЙНАЛЫК ХАЙЫРАКАН — выращивание кормовых культур; заготовка растительных кормов
СХК «МАЛЧЫН» — выращивание зерновых и зернобобовых культур
СХК «ХАРАГАН» — разведение овец и коз
Сотовая связь
Действуют 3 оператора сотовой связи — Билайн, МТС и Мегафон.

## Транспорт
федеральная трасса Р-257. Автодороги местного значения.